# Tàngara carafosca
La tàngara carafosca
 (Mitrospingus cassinii) és un ocell de la família dels mitrospíngids (Mitrospingidae).

## Hàbitat i distribució
Habita zones amb matolls dens, proximitat del bosc humid, vegetació secundària, especialment a prop de l'aigua, a les terres baixes de Costa Rica, Panamà, oest i nord de Colòmbia i nord-oest de l'Equador.